# Dilkea cuneata
Dilkea cuneata je biljka iz porodice Passifloraceae, roda Dilkea. Prihvaćeno je ime. Nema sinonima. Spada u podrod Epkia.
Raste u Peruu (Junín, Cahuapanas, Río Pichis, visina 340 metara, Loreto, Requena, Oxapampa, visina od 125 do 400 metara), Ekvadoru (Morona-Santiago, na 450 - 700 metara).
Nije svrstana u IUCN-ov popis ugroženih vrsta.

## Vanjske poveznice
- Dilkea na Germplasm Resources Information Network (GRIN)  Arhivirana inačica izvorne stranice od 5. svibnja 2009. (Wayback Machine), SAD-ov odjel za poljodjelstvo, služba za poljodjelska istraživanja.